# Porrocaecum depressum
Espèce
Synonymes
- Ascaris depressum Zeder, 1800 (protonyme)

Porrocaecum depressum est une espèce de nématodes de la famille des Toxocaridae et parasite de mammifères et d'oiseaux.

## Hôtes
Porrocaecum depressum parasite de nombreuses espèces de mammifères et d'oiseaux. Parmi les premiers, on compte les espèces suivantes :
- Musaraigne carrelet (Sorex araneus)
- Musaraigne pygmée (Sorex minutus)
- Musaraigne de Radde (Sorex raddei)
- Musaraigne de Toundra (Sorex tundrensis)
- Taupe aveugle (Talpa caeca)
- Taupe du Caucase (Talpa caucasica)
- Taupe d'Europe (Talpa europaea)

Parmi les oiseaux pouvant être parasités par P. depressum, on compte les rapaces suivants :
- Accipiter cooperii
- Aigle royal (Aquila chrysaetos)
- Autour des palombes (Accipiter gentilis)
- Busard des roseaux (Circus aeruginosus)
- Busard Saint-Martin (Circus cyaneus)
- Busard tchoug (Circus melanoleucos)
- Buse pattue (Buteo lagopus)
- Buse à queue rousse (Buteo jamaicensis)
- Buse variable (Buteo buteo)
- Chouette rayée (Strix varia)
- Chouette tachetée (Strix occidentalis caurina)
- Effraie des clochers (Tyto alba)
- Épervier de Cooper (Accipiter cooperii)
- Épervier d'Europe (Accipiter nisus)
- Faucon crécerelle (Falco tinnunculus)
- Faucon émerillon (Falco columbarius)
- Faucon hobereau (Falco subbuteo)
- Hibou moyen-duc (Asio otus)
- Grand-duc d'Amérique (Bubo virginianus)
- Hibou grand-duc (Bubo bubo)
- Milan royal (Milvus milvus)
- Vautour fauve (Gyps fulvus)

## Taxinomie
L'espèce est décrite en 1800 par le zoologiste allemand Johann Georg Heinrich Zeder sous le protonyme Ascaris depressum.